# 铁藤
铁藤（学名：Cyclea polypetala）为防己科轮环藤属下的一个种。

## 扩展阅读
- 維基物種上的相關：铁藤